# Lancié
Lancié – miejscowość i gmina we Francji, w regionie Owernia-Rodan-Alpy, w departamencie Rodan.
Według danych na rok 1990 gminę zamieszkiwało 581 osób, a gęstość zaludnienia wynosiła 88 osób/km² (wśród 2880 gmin regionu Rodan-Alpy Lancié plasuje się na 1076. miejscu pod względem liczby ludności, natomiast pod względem powierzchni na miejscu 1391.).